# Une fille sur la route
Pour plus de détails, voir Fiche technique et Distribution.
Une Fille sur la route est un film musical français réalisé par Jean Stelli, sorti en 1952.

## Synopsis
Jacques Gary, chanteur de charme sous le nom de Carlos Cortez, las d'être poursuivi par ses admiratrices, décide de partir en vacances, seul et incognito. Une panne de voiture le conduit dans un camping où il se lie avec un groupe d'étudiants et particulièrement avec Annabel.
Accusé à tort d'avoir volé des bijoux, Jacques Gary est emprisonné avant d'être libéré grâce à Annabel.

## Fiche technique
- Titre : Une Fille sur la route
- Titres alternatifs : Voyage incognito, Côte d'Azur[1]
- Réalisation : Jean Stelli
- Scénario : Jean-Pierre Feydeau ; Françoise Giroud (adaptation et dialogues)
- Photographie : Marc Fossard
- Montage : Raymond Louveau
- Musique : Henri Betti, Francis Lopez et René Sylviano
- Décors : Paul-Louis Boutié
- Son : Antoine Petitjean
- Production : Roger Ribadeau-Dumas, Lucien Masson
- Sociétés de production : Société Française de Cinématographie (SFC), La Société des Films Sirius
- Pays :  France
- Format : Noir et blanc - 1,37:1 - 35 mm - Son mono
- Genre : Comédie, Film musical
- Durée : 85 minutes
- Date de sortie : 
  - France : 28 mars 1952
- Affiche : Constantin Belinsky (France)

## Distribution
- Georges Guétary : Jacques Gary, chanteur à succès sous le nom de Carlos Cortez
- Liliane Bert : Annabel
- Jean Lefebvre : Loulou, pianiste de Jacques Gary
- Lénore Aubert : la princesse Véra
- Robert Seller : Joseph, valet de chambre de Jacques Gary
- Louis Florencie : le brigadier
- Mag-Avril : Mme Triquet - la concierge
- Robert Pizani : Michel de Romeuil

## Chansons du film
- Toutes les Femmes
  - Musique : Henri Betti
  - Paroles : André Hornez et René Rouzaud
  - Interprétation : Georges Guétary

- Je Connais une Fleur
  - Musique : Johannes Brahms
  - Paroles : André Hornez et René Rouzaud
  - Interprétation : Georges Guétary

- Au Volant d'une Auto
  - Musique : Henri Betti
  - Paroles : André Hornez et René Rouzaud
  - Interprétation : Georges Guétary

- Vive le Camping
  - Musique : Henri Betti
  - Paroles : André Hornez et René Rouzaud
  - Interprétation : Georges Guétary

- L'Amour a Chanté dans mon Cœur
  - Musique : René Sylviano
  - Paroles : André Hornez et René Rouzaud
  - Interprétation : Georges Guétary

- Annabell
  - Musique : Francis Lopez
  - Paroles : André Hornez et Francis Lopez
  - Interprétation : Georges Guétary